# Ignea
Ignea — украинская симфоник/прогрессив-метал-группа, основанная в 2011 году под именем Parallax в Киеве. Музыка группы также сочетает в себе элементы мелодичного дэт-метала и ориентал-метала.

## История
Группа начала свою историю с 2011 года, когда Евгений Житнюк и Дмитрий Воловненко основали ориентал-метал-группу Parallax. В 2012 году к группе присоединились Александр Камышин (бас-гитара), Максим Хмелевский (гитара) и Ольга Богданова (вокал). В 2013 году был выпущен дебютный мини-альбом Sputnik. В следующем году музыканты записали сингл «Petrichor», в котором принял участие на тот момент сооснователь Orphaned Land Йосси «Сасси» Саарон, исполнивший гитарное соло и партию бузуки.
В 2015 году группа сменила название на Ignea и выпустила сингл «Alga», записанный с полным симфоническим оркестром. Видео на него собрало несколько миллионов просмотров на YouTube-канале группы.
В 2017 году Ignea выпустила первый полноформатный альбом The Sign of Faith и анимационный клип на песню «Şeytanu Akbar», посвященную борьбе с терроризмом. Позже группа также опубликовала официальное видео на эту песню, записанное на ежегодной национальной премии The Best Ukrainian Metal Act, где IGNEA вошла в тройку лучших групп страны.
В 2018 году группа выпустила анимационное видео на песню «How I Hate the Night» с отслыками на фильм «Автостопом по галактике». После этого группа гастролировала по Европе с датской дэт-метал-группой Illdisposed. В сентябре 2018 года Ignea гастролировали в рамках тура Female Metal Voices Tour 2018, хедлайнерами которого были Butcher Babies и Kobra and the Lotus и выпустила новый сингл «Queen Dies».
Несмотря на пандемию COVID-19, Ignea выпустила свой второй полноформатный альбом The Realms of Fire and Death, который был выпущен 17 апреля 2020 года. Песни «Disenchantment» и «Jinnslammer» из этого альбома ранее выпускались как синглы с официальными клипами. По версии The Best Ukrainian Metal Act The Realms of Fire and Death был назван метал-альбомом года, а Ignea получили награду как лучшая украинская метал-группа 2020 года.
В 2021 году Ignea совместно с симфо-дэт-метал группой Ersedu выпустили концептуальный сплит-альбом Bestia о человеческой природе славянских мифологических существ и двойственности мира. В июне 2021 года Ignea подписала контракт с лейблом Napalm Records.
С конца октября по середину декабря 2023 года группа выступает после Ghosts of Atlantis и на разогреве у американских групп Butcher Babies и Fear Factory в европейском турне DisrupTour 2023.

## Состав
Текущий состав
- Ольга Богданова — вокал (2015 — наст. время)
- Дмитрий Винниченко — гитара (2015 — наст. время)
- Евгений Житнюк — клавишные (2015 — наст. время)
- Александр Камышин — бас-гитара (2015 — наст. время)
- Иван Холмогоров — ударные (2015 — наст. время)

Бывшие участники
- Максим Хмелевский — гитара (2015—2016)

## Дискография
Студийные альбомы
- The Sign of Faith (2017)
- The Realms of Fire and Death (2020)
- Dreams of Lands Unseen (2023)

Другие релизы
- Sputnik (2013, мини-альбом)
- Bestia (2021, сплит с Ersedu)

Синглы
- «Petrichor» (2014)
- «Alga» (2015)
- «Queen Dies» (2018)
- «Disenchantment» (2020)
- «Jinnslammer» (2020)
- «Bosorkun» (2021)
- «Mermaids» (2021)